# يونيونتاون

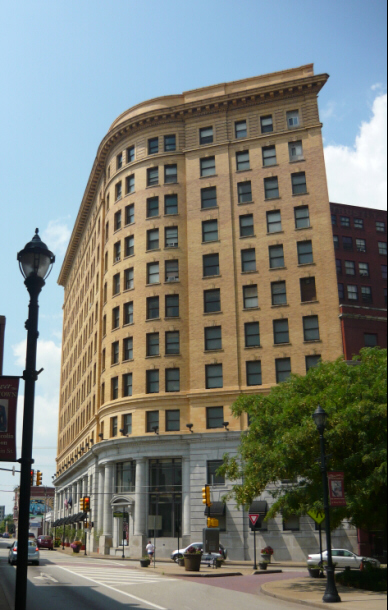

يونيونتاون (بالإنجليزية: Uniontown)‏ هي مدينة في مقاطعة فاييت في ولاية ميزوري في الولايات المتحدة الأمريكية. وهي تبعد 50 ميل (80 كم) جنوب شرق بيتسبرغ، وهي جزء من منطقة بيتسبرغ العمرانية.

## التركيبة السكانية
حدّد مكتب تعداد الولايات المتحدة بيانات التركيبة السكانية ليونيونتاون في تعداد الولايات المتحدة. في ما يلي، التركيبة السكانية حسب تعدادي 2000 و2010.

### تعداد عام 2000
بلغ عدد سكان يونيونتاون 12,422 نسمة بحسب تعداد عام 2000، وبلغ عدد الأسر 5,423 أسرة وعدد العائلات 3,033 عائلة مقيمة في المدينة. في حين سجلت الكثافة السكانية 2,335 نسمة لكل كيلومتر مربع (6,047.6/ميل2). وبلغ عدد الوحدات السكنية 6,320 وحدة بمتوسط كثافة قدره 1,188 لكل كيلومتر مربع (3,076.9/ميل2).
وتوزع التركيب العرقي للمدينة بنسبة 84.17% من البيض و13.57% من الأمريكيين الأفارقة و0.10% من الأمريكيين الأصليين و0.40% من الأمريكيين ذوي الأصول الآسيوية و0.03% من سكان جزر المحيط الهادئ و0.28% من الأعراق الأخرى و1.45% من عرقين مختلطين أو أكثر و0.55% من الهسبانيون أو اللاتينيون من أي عرق.
بلغ عدد الأسر 5,423 أسرة كانت نسبة 26.3% منها لديها أطفال تحت سن الثامنة عشر تعيش معهم، وبلغت نسبة الأزواج القاطنين مع بعضهم البعض 35.8% من أصل المجموع الكلي للأسر، ونسبة 16% من الأسر كان لديها معيلات من الإناث دون وجود شريك، بينما كانت نسبة 4.1% من الأسر لديها معيلون من الذكور دون وجود شريكة وكانت نسبة 44.1% من غير العائلات. تألفت نسبة 39.7% من أصل جميع الأسر من عدة أفراد يعيشون في نفس المنزل ونسبة 19.5% كانت تتألف من شخص يعيش بمفرده يبلغ من العمر 65 عاماً أو أكثر. وبلغ متوسط حجم الأسرة المعيشية 2.17، أما متوسط حجم العائلات فبلغ 2.91.
بلغ العمر الوسطي للسكان 41.3 عاماً. وكانت نسبة 20.8% من القاطنين تحت سن الثامنة عشر، وكانت نسبة 8% بين الثامنة عشر والرابعة والعشرين عاماً، ونسبة 24.6% كانت واقعةً في الفئة العمرية ما بين الخامسة والعشرين والرابعة والأربعين عاماً، ونسبة 21.4% كانت ما بين الخامسة والأربعين والرابعة والستين، ونسبة 19.8% كانت ضمن فئة الخامسة والستين عاماً فما فوق. يوجد لكل 100 أنثى 84.7 ذكر، ويوجد لكل 100 أنثى في الثامنة عشر من عمرها فما فوق 79.4 ذكر.
بلغ متوسط دخل الأسرة في المدينة 19,477 دولارًا، أما متوسط دخل العائلة فبلغ 28,523 دولارًا. وكان متوسط دخل الذكور 26,758 دولارًا مقابل 20,110 دولارًا للإناث. وسجل دخل الفرد الخاص بالمدينة 13,720 دولارًا. وكانت نسبة 22% من العائلات ونسبة 26.4% من السكان تحت خط الفقر، وكان من هؤلاء نسبة 37.2% تحت سن الثامنة عشر ونسبة 16.3% في الخامسة والستين من العمر وما فوق.

### تعداد عام 2010
بلغ عدد سكان يونيونتاون 10,372 نسمة بحسب تعداد عام 2010، وبلغ عدد الأسر 4,575 أسرة وعدد العائلات 2,457 عائلة مقيمة في المدينة. في حين سجلت الكثافة السكانية 1,949.6 نسمة لكل كيلومتر مربع (5,049.4/ميل2). وبلغ عدد الوحدات السكنية 5,173 وحدة بمتوسط كثافة قدره 972.4 لكل كيلومتر مربع (2,518.5/ميل2).
وتوزع التركيب العرقي للمدينة بنسبة 77.44% من البيض و18.07% من الأمريكيين الأفارقة و0.28% من الأمريكيين الأصليين و0.46% من الأمريكيين ذوي الأصول الآسيوية و0.01% من سكان جزر المحيط الهادئ و0.32% من الأعراق الأخرى و3.42% من عرقين مختلطين أو أكثر و1.38% من الهسبانيون أو اللاتينيون من أي عرق.
بلغ عدد الأسر 4,575 أسرة كانت نسبة 26.6% منها لديها أطفال تحت سن الثامنة عشر تعيش معهم، وبلغت نسبة الأزواج القاطنين مع بعضهم البعض 30.3% من أصل المجموع الكلي للأسر، ونسبة 18.8% من الأسر كان لديها معيلات من الإناث دون وجود شريك، بينما كانت نسبة 4.6% من الأسر لديها معيلون من الذكور دون وجود شريكة وكانت نسبة 46.3% من غير العائلات. تألفت نسبة 40.6% من أصل جميع الأسر من عدة أفراد يعيشون في نفس المنزل ونسبة 17.2% كانت تتألف من شخص يعيش بمفرده يبلغ من العمر 65 عاماً أو أكثر. وبلغ متوسط حجم الأسرة المعيشية 2.18، أما متوسط حجم العائلات فبلغ 2.96.
بلغ العمر الوسطي للسكان 40.1 عاماً. وكانت نسبة 22% من القاطنين تحت سن الثامنة عشر، وكانت نسبة 8.6% بين الثامنة عشر والرابعة والعشرين عاماً، ونسبة 25.3% كانت واقعةً في الفئة العمرية ما بين الخامسة والعشرين والرابعة والأربعين عاماً، ونسبة 27.3% كانت ما بين الخامسة والأربعين والرابعة والستين، ونسبة 16.7% كانت ضمن فئة الخامسة والستين عاماً فما فوق. وتوزع التركيب الجنسي للسكان بنسبة 46.8% ذكور و53.2% إناث.

## المناخ
يظهر الجدول التالي التغييرات المناخية على مدار السنة ليونيونتاون:
| البيانات المناخية لـيونيونتاون    | البيانات المناخية لـيونيونتاون | البيانات المناخية لـيونيونتاون | البيانات المناخية لـيونيونتاون | البيانات المناخية لـيونيونتاون | البيانات المناخية لـيونيونتاون | البيانات المناخية لـيونيونتاون | البيانات المناخية لـيونيونتاون | البيانات المناخية لـيونيونتاون | البيانات المناخية لـيونيونتاون | البيانات المناخية لـيونيونتاون | البيانات المناخية لـيونيونتاون | البيانات المناخية لـيونيونتاون | البيانات المناخية لـيونيونتاون |
| الشهر                             | يناير                          | فبراير                         | مارس                           | أبريل                          | مايو                           | يونيو                          | يوليو                          | أغسطس                          | سبتمبر                         | أكتوبر                         | نوفمبر                         | ديسمبر                         | المعدل السنوي                  |
| --------------------------------- | ------------------------------ | ------------------------------ | ------------------------------ | ------------------------------ | ------------------------------ | ------------------------------ | ------------------------------ | ------------------------------ | ------------------------------ | ------------------------------ | ------------------------------ | ------------------------------ | ------------------------------ |
| الدرجة القصوى °ف (°م)             | 79 (26)                        | 77 (25)                        | 88 (31)                        | 93 (34)                        | 93 (34)                        | 97 (36)                        | 102 (39)                       | 102 (39)                       | 99 (37)                        | 95 (35)                        | 88 (31)                        | 77 (25)                        | 102 (39)                       |
| متوسط درجة الحرارة الكبرى °ف (°م) | 39 (4)                         | 43 (6)                         | 51 (11)                        | 63 (17)                        | 72 (22)                        | 81 (27)                        | 84 (29)                        | 83 (28)                        | 76 (24)                        | 65 (18)                        | 54 (12)                        | 43 (6)                         | 63 (17)                        |
| متوسط درجة الحرارة الصغرى °ف (°م) | 20 (−7)                        | 22 (−6)                        | 28 (−2)                        | 37 (3)                         | 46 (8)                         | 56 (13)                        | 60 (16)                        | 59 (15)                        | 51 (11)                        | 40 (4)                         | 32 (0)                         | 24 (−4)                        | 40 (4)                         |
| أدنى درجة حرارة °ف (°م)           | −22 (−30)                      | −16 (−27)                      | −3 (−19)                       | 15 (−9)                        | 23 (−5)                        | 33 (1)                         | 37 (3)                         | 34 (1)                         | 29 (−2)                        | 16 (−9)                        | −1 (−18)                       | −14 (−26)                      | −22 (−30)                      |
| الهطول إنش (مم)                   | 2.8 (71)                       | 2.7 (69)                       | 3.8 (97)                       | 4.0 (100)                      | 4.4 (110)                      | 4.3 (110)                      | 4.8 (120)                      | 3.9 (99)                       | 3.6 (91)                       | 2.9 (74)                       | 3.5 (89)                       | 3.2 (81)                       | 43.9 (1٬111)                   |
| متوسط تساقط الثلوج إنش (سم)       | 8.4 (21)                       | 7.2 (18)                       | 4.6 (12)                       | 0.4 (1.0)                      | 0.0 (0.0)                      | 0.0 (0.0)                      | 0.0 (0.0)                      | 0.0 (0.0)                      | 0.0 (0.0)                      | 0.0 (0.0)                      | 0.9 (2.3)                      | 4.4 (11)                       | 25.9 (65.3)                    |
| [بحاجة لمصدر]                     |                                |                                |                                |                                |                                |                                |                                |                                |                                |                                |                                |                                |                                |

## أعلام
- بيل فورمان
- روبرت ج. سينكر
- بروس فوستر ستيرلينغ
- غوس جيرارد
- توماس فورد
- جورج مارشال
- مارك إسبر